# Хорошие поступки
«Хорошие поступки» (англ. Good Deeds) — американская комедийная мелодрама 2012 года автора сценария, режиссёра, продюсера и исполнителя главной роли Тайлера Перри. Премьера состоялась 24 февраля 2012 года в Канаде.

## Сюжет
Фильм начинается с того, как Уэсли Дидс (Тайлер Перри), богатый наследник и преемник семейной корпорации компьютерного обеспечения «Дидс», собирается на работу. Его невеста Натали (Габриэль Юнион) готовит завтрак, подчёркивая тем самым рутинность и однообразие их жизни. По дороге он захватывает младшего брата Уолтера (Брайан Дж. Уайт), правонарушителя, потерявшего после серии аварий свои водительские права. Уэсли сообщает брату о запланированном ужине с их матерью, респектабельной женщиной по имени Уилимена (Филисия Рашад).
После обеда Уилимена отправляется вместе с Натали и её подругой Хейди (Ребекка Ромейн) в салон для новобрачных, где они рассуждают о том, сколько бы детей они с Уэсли хотели. В то же время в бедной части города девушка по имени Линдси (Тэнди Ньютон), мать-одиночка и уборщица корпорации «Дидс», узнаёт, что вскоре будет выселена из своего дома, если не оплатит в ближайшее время накопившиеся счета. Она спешит на работу, паркует машину на стоянке, оставляя там шестилетнюю дочь Ариэль (Джорденн Томпсон). Уэсли и Уолтер обнаруживают девочку в машине, пока Линдси пытается отыскать того, кто решил снизить ей зарплату. Она возвращается к машине и намеревается успеть отвезти дочку в школу, между ней и мужчинами возникает небольшая дискуссия. Она уезжает, а Уэсли встречается тем временем по рабочим делам со своим коллегой и лучшим другом Джоном (Эдди Сибриан).
Линдси возвращается домой и обнаруживает, что уже не имеет прав и возможности здесь жить. Она забирает дочку из школы, и думает насчёт поиска новой работы, а пока её смена не закончена, держит девочку в одном из подсобных помещений здания. После они намереваются жить в фургоне. Эту картину наблюдает Уэсли и решает за ними проследить, пока они не замечают его. В итоге, он приглашает их съесть пиццу.
Школьный учитель Ариэль узнаёт, что у них нет жилья, и грозится вызвать органы опеки и попечительства. Уэсли решает сблизиться с ними и помочь. Натали возвращается домой пьяная после показа мод в каком-то ночном клубе, пытается соблазнить Уэсли, но он не отвечает взаимностью. Это её раздражает, она срывается на него от злости.
Органы опеки всё-таки забирают Ариэль у Линдси, обещая вернуть её, если она найдёт место, где бы они смогли жить. Уэсли предлагает им остановиться в арендованной корпорацией съёмной квартире. Так, Линдси снова возвращают дочку, и теперь она хочет отблагодарить Уэсли за оказанную помощь. Она находит в нём нечто такое, что он о себе плохо знает, ищет его другую сторону. Например, девушка узнаёт, что он любит кататься на мотоцикле. Она берёт для них обоих мотоциклы в аренду, и они уезжают в сельскую местность. Останавливаются у пруда, разговаривают, и целуются. Линдси поспешно возвращается за дочерью в школу.
Уэсли проводит крупные сделки, находит необходимую информацию про конкурирующие организации, в честь чего корпорация устраивает вечеринку. На ней появляется Линдси, но тут же уходит, увидев, что Уолтер ведёт себя не лучшим образом. Её останавливает Уэсли и просит остаться. Уолтер видит их вместе и решает, что у них роман. Он высказывается неприятно относительно Линдси, называя её дворником. Уилимена уводит девушку и говорит, что для её старшего сына новые отношения не нужны, учитывая, что у него давнишняя любовь с Натали. Линдси уходит с вечеринки и застревает в лифте, пока Уэсли и Уолтер выясняют отношения.
Уэсли направляется в съёмную квартиру Линдси, но она отвергает его. Уэсли и Натали разговаривают, приходя к выводу, что хотя они любят друг друга, их будущий брак не принесёт счастья, а только сыграет положительную роль для их родителей, которые будут ему рады. Об этом узнаёт Уилимена и не приходит в восторг. Уэсли сообщает, что решил оставить пост главы корпорации, назначить на эту должность старого друга Джона, а сам планирует заняться путешествиями, чтобы встретиться с давними друзьями. Джон против этого, но его поддерживает Уолтер.
Уэсли сообщает Линдси о намеченном путешествии в Нигерию, зовёт их с собой, а также об уходе из компании. Линдси снова его отвергает и отказывается ехать. Уэсли уходит и направляется в аэропорт. В последний момент перед посадкой он замечает Линдси и Ариэль. Девочка счастливо наблюдает, как они целуются.

## В ролях
- Тайлер Перри — Уэсли Дидс
- Тэнди Ньютон — Линдси
- Габриэль Юнион — Натали
- Эдди Сибриан — Джон
- Брайан Дж. Уайт — Уолтер Дидс
- Филисия Рашад — Уилимена Дидс
- Ребекка Ромейн — Хейди
- Джорденн Томпсон — Ариэль
- Джейми Кеннеди — Марк
- Беверли Джонсон — Бренда

## Критика и отзывы
Фильм получил смешанные отзывы. Сайт Rotten Tomatoes сообщил, что 32 % критиков дали фильму положительные отзывы из 31 отзыва со средним рейтингом 5/10. На Metacritic сообщается, что фильм имеет средний балл 43 из 100 на основе 15 отзывов. Фильм собрал $ 15 583 924, занимая второе место на первый уик-энд. По состоянию на ноябрь 2012 года, фильм собрал в целом $ 35 025 791.

## После фильма
После выхода фильма, Терри Дональд обратилась в федеральный суд Нью-Йорка с материальным иском. Она утверждала, что фильм «Хорошие поступки» основывается на её романе 2007 года «Плохие яблоки могут быть хорошим фруктом», в частности, из книги взяты символы, сюжет, тема и многочисленные сцены, а также идея романтических отношений между героями-афроамериканцами. В итоге, федеральный судья принял сторону Тайлера Перри и кинокомпании «Lionsgate», отвергая претензии Терри Дональд, что художественный фильм «Хорошие поступки» нарушил авторские права её книги.

## Саундтрек
- «X-Static Electricity» — Carvin Knowles
- «Crazy» — Electrolightz
- «Shut Out The Shine» — Anny Celsi
- «How Do You Want it?» — Тэнди Ньютон, Тупак Шакур, K-Ci Hailey, Jo Jo Hailey
- «Time After Time» — Кассандра Уилсон
- «Can You Feel It?» — Kim Owens
- «Right Here Waiting For You» — Ричард Маркс
- «To the Zoo» — Shelly Fraley, Jessica Garey and Ian Bailey
- «Baroque Adagio» — Yuki Tanaki and Jay Weigel
- «Buddha’s Bossa» — Barry Levitt
- «Wormwood» — dj eMpTy
- «Toader» — Michael J. Stern
- «Lizardly» — Michael J. Stern

## Награды и номинации
- «BET Awards» (2012) — номинация в категории «Лучший фильм»
- «Image Awards» (2012) — номинация «Лучшая актриса второго плана», Филисия Рашад
- «Золотая малина» (2013) — номинация «Худший режиссёр», «Худшая мужская роль», Тайлер Перри

## Мировой релиз
- США — 24 февраля 2012 года
- США — 12 июня 2012 года — премьера на DVD[12]
- Сингапур — 28 июня 2012 года